# Wolfgang Berger (Maler)
Wolfgang Berger (* 19. Juli 1947 in Leipzig) ist ein deutscher Maler, Grafiker und Autor. Berger studierte von 1969 bis 1970 Journalistik in Berlin und von 1976 bis 1979 am Literaturinstitut in Leipzig, bis zu seinem Staatsexamen als Schriftsteller und Künstler. Berger ist seit 1990 Mitglied der Künstlergruppe Leipziger Blauer Reiter.

## Ausstellungen (Auswahl)
- 1984 Klub der Intelligenz, Zwickau
- 1985–90 Cafè Vis-avis, Leipzig (mehrfach)
- 1986 Privatsammlung, Kulmbach
- 1986 Klinikum Buch, Berlin
- 1987 Galerie im Barfußgäßchen, Leipzig,
- 1987 Leipzig-Information am Sachsenplatz (185 Arbeiten)
- 1988 Galerie Torladen, Borna
- 1990 Versicherungen Bln. Ring, Berlin
- 1990–98 Kulturzentrum, Mönchengladbach
- 2001 Privatsammlung, Warschau; Hotelgalerie Adagio, Leipzig
- 2004 Privatsammlung, München

## Bibliografie
- 1987/88: Begegnungen mit W.B.s Bildern, Text: M. Spiller
- Kat. der Künstlergruppe Leipziger Blaue Reiter Nr. 1 und 2
- 1990/91: Künstlerbuch W.B., Ockeblau – Zeichnungen und Texte
- 2001: Die Hölle wandert in den Himmel, Text: S. Gaulrapp

| Personendaten    | Personendaten                       |
| ---------------- | ----------------------------------- |
| NAME             | Berger, Wolfgang                    |
| KURZBESCHREIBUNG | deutscher Maler, Grafiker und Autor |
| GEBURTSDATUM     | 19. Juli 1947                       |
| GEBURTSORT       | Leipzig                             |